# Storholmen (vid Strömslandet, Lovisa)
Storholmen är en ö i Finland. Den ligger i Finska viken och i kommunen Lovisa i den ekonomiska regionen  Lovisa i landskapet Nyland, i den södra delen av landet. Ön ligger omkring 70 kilometer öster om Helsingfors.
Öns area är 13,2 hektar och dess största längd är 0,6 kilometer i sydöst-nordvästlig riktning.